# Randall Azofeifa
Randall Azofeifa Corrales, né le 30 décembre 1984 à San José (Costa Rica), est un footballeur international costaricien. Il joue au poste de milieu de terrain avec le CS Herediano.

## Carrière

### En équipe nationale
Il a joué avec l'équipe du Costa Rica lors du championnat du monde des moins de 17 ans en 2001.
Azofeifa participe à la Coupe du monde 2006 avec l'équipe du Costa Rica.

## Palmarès

### En club
Avec le Deportivo Saprissa, il remporte la Coupe des champions de la CONCACAF en 2005, deux ans après la Copa Interclubes UNCAF 2003. Il atteint par la suite la troisième place de la Coupe du monde des clubs de la FIFA en 2005. Il remporte également l'édition 2018 de la Ligue de la CONCACAF. Sur le plan national, il est sacré champion du Costa Rica à sept occasions, deux fois avec le Deportivo Saprissa (2003-2004 et 2005-2006) et à cinq reprises avec le CS Herediano (les tournois d'ouverture 2018 et 2019 et les tournois de clôture 2015, 2016 et 2017). Avec La Gantoise, il remporte la Coupe de Belgique en 2010.

### En équipe nationale
- Cinquante-neuf sélections en équipe nationale (trois buts)